# Candelabrochaete simulans
Candelabrochaete simulans är en svampart som beskrevs av Hjortstam 1995. Candelabrochaete simulans ingår i släktet Candelabrochaete och familjen Phanerochaetaceae.   Inga underarter finns listade i Catalogue of Life.